# Cryphia metallica
Cryphia metallica là một loài bướm đêm trong họ Noctuidae.